# Carretera transiberiana
La Carretera transiberiana es el nombre no oficial de una red de carreteras y autopistas federales que cruzan todo Rusia, desde el mar Báltico en el océano Atlántico hasta el mar de Japón en el océano Pacífico. En la red de carreteras asiáticas, la ruta es conocida como AH6. Se extiende por 11.000 kilómetros, desde San Petersburgo hasta Vladivostok. Es considerada como una de las carreteras nacionales más largas del mundo, junto a la Carretera transcanadiense y la Carretera 1 de Australia.

## La ruta

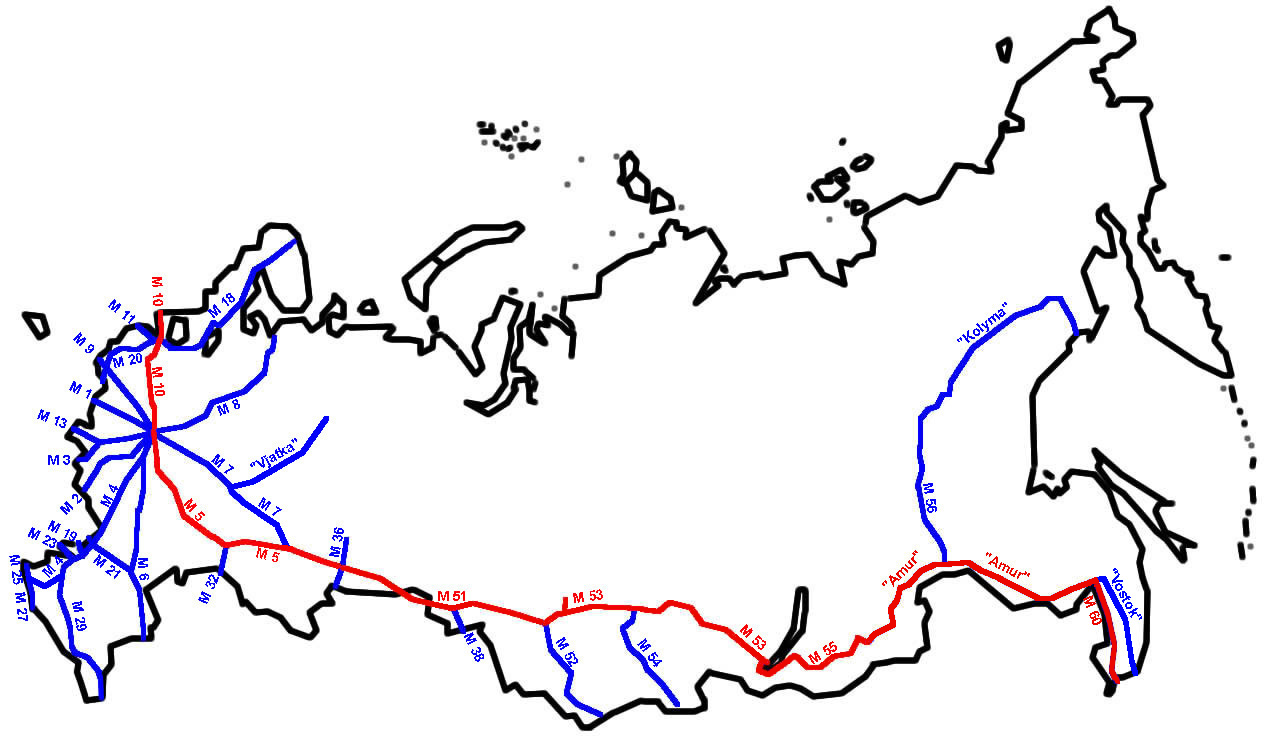
Las carreteras que componen la ruta (en rojo).

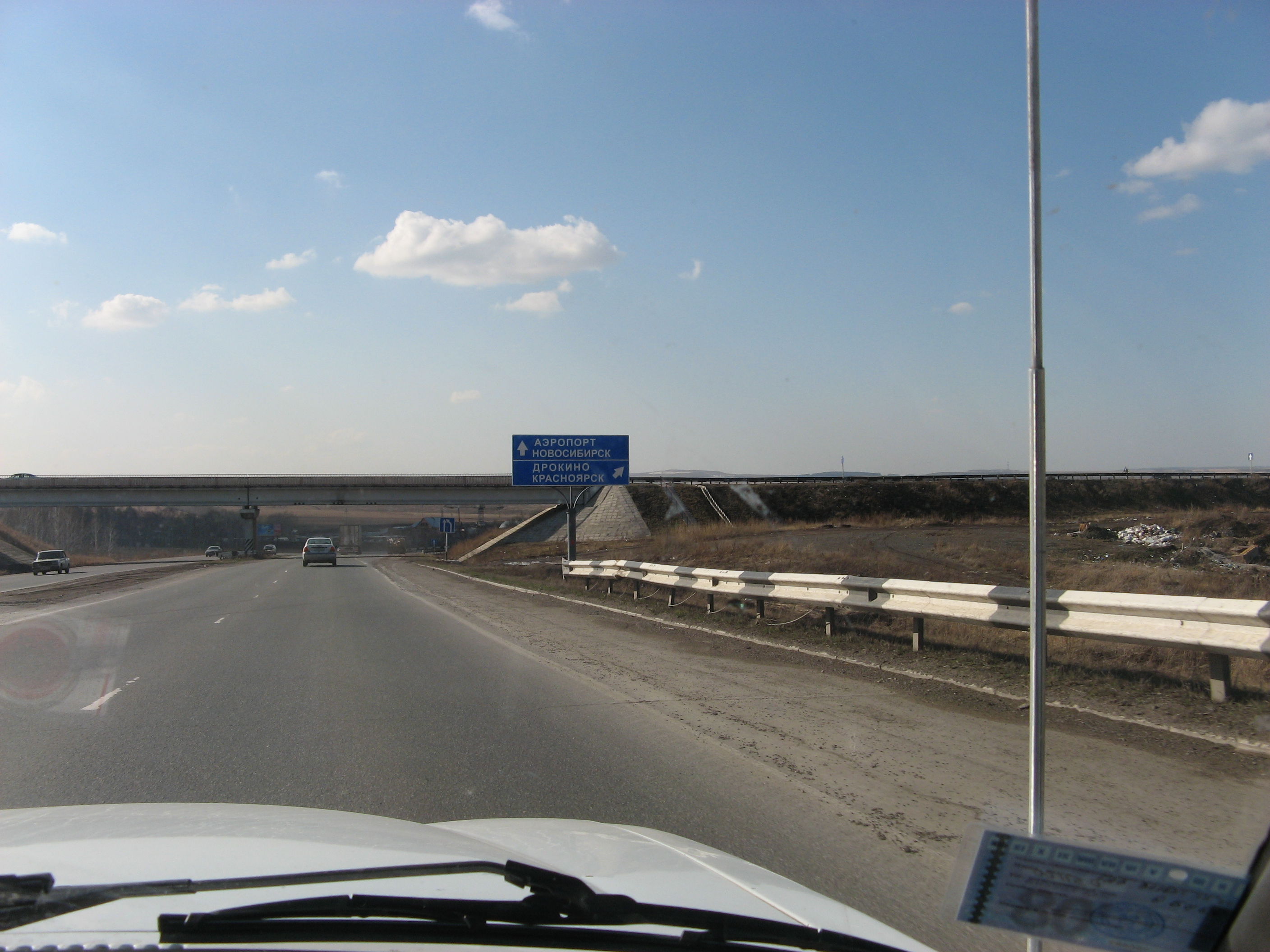
M53 cerca de Krasnoyarsk

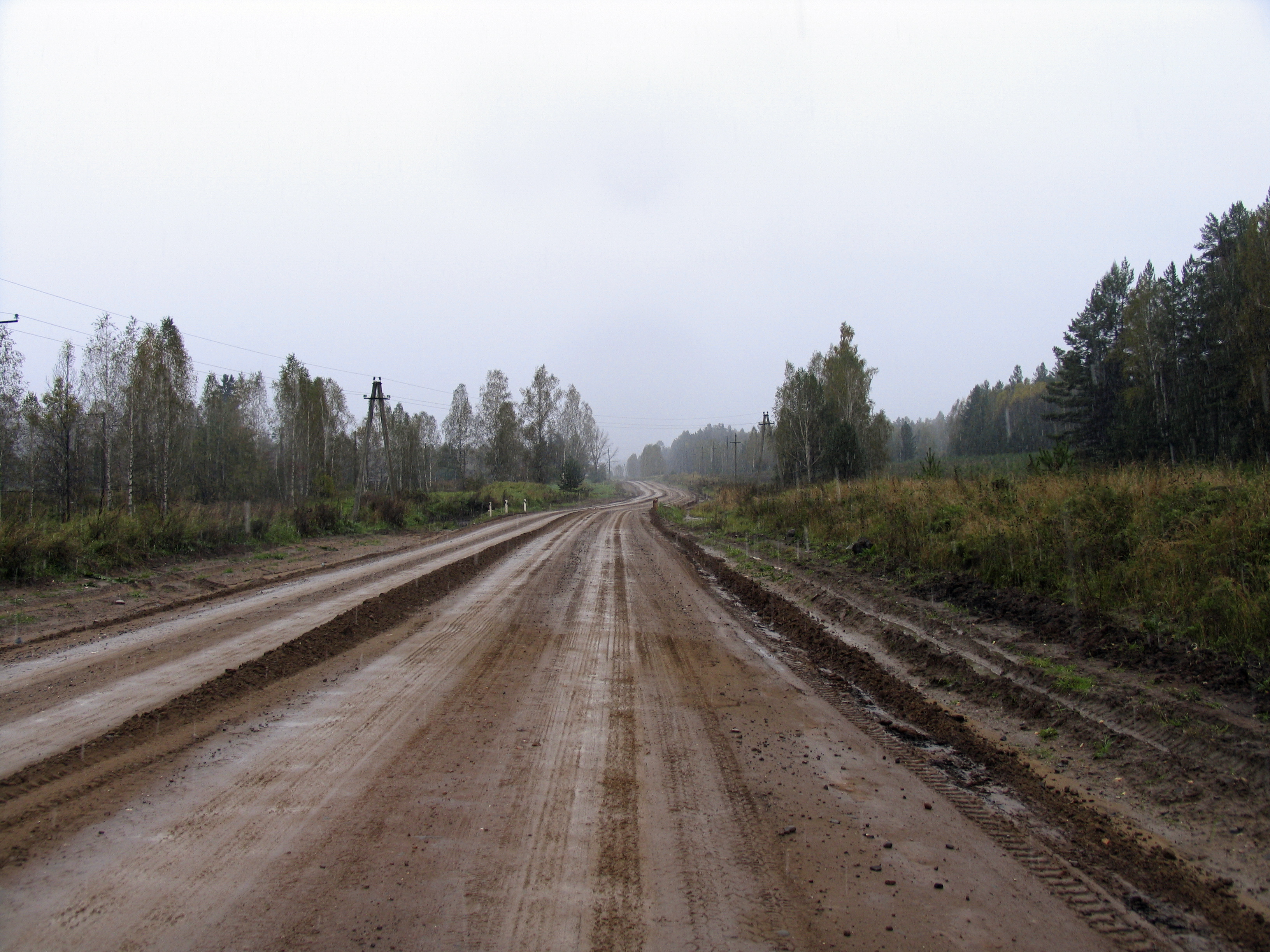
M53 entre Krasnoyarsk y Irkutsk
antes de la reconstrucción.

La ruta, que en ciertas secciones coincide con la Ruta Europea E30 y pasa por el país de Kazajistán por unos 190 kilómetros, está formada por siete carreteras federales.
- Carretera M10 de Rusia: San Petersburgo-Moscú, 664 km
- Carretera M5 del Ural: Moscú-Cheliábinsk, 1.880 km
- Carretera Baikal:
  - M51: Cheliábinsk-Novosibirsk, 1.528 km
  - M53: Novosibirsk-Irkutsk, 1.860 km
  - M55: Irkutsk-Chita, 1.113 km
- Carretera M58 de Amur: Chita-Jabárovsk, 2.100 km
- Carretera M60 de Ussuri: Jabárovsk-Vladivostok, 760 km

## Carretera de Amur
El tramo más problemático de la carretera se encuentra entre Chita y Jabárovsk. La primera sección de esta ruta, que conecta a Belogorsk con Blagoveschensk (124 km de distancia), fue construida por prisioneros de gúlags aproximadamente desde el año 1949. Fue extendida y renovada entre 1998 y 2001 y actualmente forma parte de la ruta asiática AH31 que conecta Belogorsk con Dalian en China.
La carretera Chita-Jabárovsk siguió estando incompleta casi en su totalidad hasta principios de 2004, cuando el presidente de Rusia, Vladímir Putin inauguró en forma simbólica la Carretera de Amur. Jim Oliver y Dennis O'Neil cruzaron Rusia en motocicleta utilizando la Carretera Transiberiana durante las tres primeras semanas de junio en 2004. En ese entonces, según está descrita en el libro de Jim Oliver, Lucille and The XXX Road, la sección entre Chita y Jabárovsk representaba un duro obstáculo de pantanos, piedras, grava, lodo (vulnerable en la temporada de rasputitsa), arena, pozos, arroyos y desvíos con una notable ausencia de pavimento. En los años siguientes, algunas secciones del camino fueron convertidas a una carretera pavimentada moderna con líneas de división de carril reflectivas, mientras que otras se mantuvieron de un solo carril de grava a lo largo de la ruta del Camino de Carretas de Amur de principios del siglo XX. La construcción de una carretera de 7 metros de ancho entre Chita y Jabárovsk se estimó estaría lista para 2010: actualmente el camino se encuentra en buenas condiciones, ha sido renovado y agrandado por completo y cuenta con una superficie lisa.
 El asfaltado de la carretera se completó con éxito el 12 de agosto de 2015.

## Historia antigua
El camino de San Petersburgo a Irkutsk existe desde antes de la época de los ferrocarriles. Es mencionado en la novela Miguel Strogoff de Julio Verne, escrita en 1876.

## Leyendas urbanas
La naturaleza extremadamente larga de este proyecto ha generado varias leyendas. Por ejemplo, se dice que existe un inexplicable semicírculo que rompe con la línea recta de un segmento. Una explicación que se ha dado fue que cuando Iósif Stalin utilizó una regla para indicar por dónde debería pasar la carretera el lápiz saltó de su dedo y los ingenieros que estaban amenazados de hacer el segmento exactamente como se les había indicado no modificaron el dibujo.
El mismo mito existe sobre el Ferrocarril Moscú-San Petersburgo, el cual es muy recto pero tiene una extraña curva llamada El Dedo del Zar.  El mito de la carretera puede que haya surgido del mito del ferrocarril.